# Sobekhotep V
Sobekhotep V (fl. XVIII-XVII secolo a.C.) è stato un sovrano egizio inserito nella XIII dinastia.

## Biografia
L'esistenza di questo sovrano è attestata, oltre che dal Canone Reale, anche dal lista della Sala degli Antenati di Karnak, da una statua conservata a Berlino, da una stele proveniente dallo uadi Hammamat, da un'incisione sull'isola di Sehel e da alcuni scarabei.
A detta di alcuni studiosi potrebbe trattarsi di un figlio di Sobekhotep IV.
Supponendo che abbia regnato tra il 1720 a.C. ed il 1715 a.C., il suo regno fu caratterizzato dal definitivo distacco della regione intorno ad Avaris, dove, genti di stirpe semita, provenienti dalla penisola del Sinai e dalla Palestina, infiltratesi a partire dalla fine della XII dinastia, si sentirono ormai abbastanza potenti da dare vita ad uno, o più regni, governati da quelli che verranno chiamati in seguito  hyksos minori, i cui sovrani sono raggruppati nella XVI dinastia.

## Liste reali
| N5 | N28 | R4 · t · p |

| N5 | N28 | R4 · t · p |

| N5 | N28 | R4 · t · p |

| N5 | N28 | R4 · t · p |

| N5 | N28 | R4 · t · p |

| N5 | N28 | R4 · t · p |

| N5 | N28 | R4 · t · p |

| N5 | N28 | R4 · t · p |

| N5 | N28 · D36 | Y1 | R4 · t | p |

| N5 | N28 · D36 | Y1 | R4 · t | p |

| N5 | N28 · D36 | Y1 | R4 · t | p |

| N5 | N28 · D36 | Y1 | R4 · t | p |

| N5 | N28 · D36 | Y1 | R4 · t | p |

| N5 | N28 · D36 | Y1 | R4 · t | p |

| N5 | N28 · D36 | Y1 | R4 · t | p |

| N5 | N28 · D36 | Y1 | R4 · t | p |

## Titolatura
| G5 |

| G5 |

|       |
| \| \| |
|       |
|       |

|  |

|       |
| \| \| |
|       |
|       |

|  |

| G16 |

| G16 |

|  |

| G8 |

| G8 |

|  |

| M23 · X1 | L2 · X1 |

| M23 · X1 | L2 · X1 |

| N5 | N28 | R4 |

| N5 | N28 | R4 |

| N5 | N28 | R4 |

| N5 | N28 | R4 |

| N5 | N28 | R4 |

| N5 | N28 | R4 |

| N5 | N28 | R4 |

| N5 | N28 | R4 |

| G39 | N5 |

| G39 | N5 |

| I4 | R4 · t · p |

| I4 | R4 · t · p |

| I4 | R4 · t · p |

| I4 | R4 · t · p |

| I4 | R4 · t · p |

| I4 | R4 · t · p |

| I4 | R4 · t · p |

| I4 | R4 · t · p |

## Datazioni alternative
| Autore    | Anni di regno         |
| --------- | --------------------- |
| Redford   | 1725 a.C. - 1721 a.C. |
| Malek     | 1720 a.C. - 1716 a.C. |
| Grimal    | 1720 a.C. - 1715 a.C. |
| Ryholt    | 1717 a.C. - 1712 a.C. |
| Schneider | 1685 a.C. - 1680 a.C. |
| Franke    | 1685 a.C. - 1680 a.C. |